# エマヌエーレ・カサーレ
エマヌエーレ・カサーレ（一部ではカザーレと濁る、Emanuele Casale, 1974年 - ）は、イタリアの現代音楽の作曲家。トラッペート生まれ。

## 略歴と作風
13歳から作曲をはじめ、ソッリマ、チプリアーニ、ディ・シーピォに師事。その後、シャリーノ、クレメンティ、トルゥアックスのコースも受講した。20代前半にはすでに作風を確立し、入野賞、ユネスコ国際電子音楽会議、ブールジュ国際電子音楽コンクールの全てで優勝した。
イタリアの70年代生まれの中で、最も要求が苛烈な作曲家である。MM=120で32分音符、またはMM＝96で40分音符（32分音符の五連）といった極限のパルスを生楽器と電子音の両面で用いるため、非常に殺伐とした雰囲気が得られるのが特徴。生楽器で演奏された音群が、忘れた頃に電子音の類似色で模倣されるため、いくつかの箇所では単一声部の認識が不明瞭になる。彼にとって、コンピュータは人間にとって不可能な音群を制御するものではなく、むしろフィードバックや認識置換といった感覚で用いられている。題名は、「練習」や「コンポジション」といったそっけないものが多かったが、近作は「6」や「10」などの数詞しかつけていない。
電子音を使った作品が強みだが、近年はプロメテオ弦楽四重奏団、フルートのマリオ・カローリ、ファゴットのパスカル・ガロワ、大野和士指揮ベルギー王立歌劇場管弦楽団といった伝統的な編成からも頼られ、極限スピード一辺倒の作風から離れてきてはいる。
作品はヌオーヴァ・ストラディヴァリウスから出版されていたが、かつて現代音楽部門をほとんど廃したはずのリコルディに即座に引き抜かれた。このことからも彼の存在の強さが裏付けられている。作品はイタリアのみならず、海外でも積極的に紹介されている。